# Callogobius producta
Callogobius producta és una espècie de peix de la família dels gòbids i de l'ordre dels cipriniformes que es troba a Puerto Galera (Mindoro, Filipines).